# Omer Said Ali
Omer Said Ali, auch Omar Said Ali,  Sorani عومەر سەید عەلی, (* 1945 in Sulaimaniyya) ist ein Politiker in der Autonomen Region Kurdistan. Von 2017 bis 2021 war er Generalsekretär der Partei Gorran.

## Biografie
1974 schloss er sich den Peschmerga an. 1975 übernahm er eine Führungsposition in der Komala. 1976 wurde er zu sechs Jahren Haft verurteilt, nach drei Jahren im Rahmen einer Amnestie aber freigelassen. Er schloss sich wieder den Peschmerga an und wurde 1980 bei einem Luftangriff auf Kewa Rash verwundet. 1992 wurde er in das Parlament Kurdistans gewählt. Er war Mitglied im Politbüro der PUK, aus der er 2009 austrat, um sich der Partei Gorran anzuschließen. Nach dem Tod Nawschirwan Mustafas wurde er im Mai 2017 vom obersten Gremium Gorrans mit 38 von 56 Stimmen zum neuen Generalsekretär gewählt.
Nachdem die Partei bei der Parlamentswahl im Irak 2021 kein Mandat erlangte, trat er am 13. Oktober 2021 zusammen mit dem gesamten Parteivorstand zurück.